# لانگ پوند (پنسیلوانیا)
لانگ پوند (به انگلیسی: Long Pond) یک منطقهٔ مسکونی در ایالات متحده آمریکا است که در Tunkhannock Township واقع شده‌است. لانگ پوند ۵۷۰٫۹ متر بالاتر از سطح دریا واقع شده‌است.